# Paweł Goźliński
Paweł Goźliński (ur. 1 czerwca 1971 w Mińsku Mazowieckim) – polski teatrolog, dziennikarz, pisarz.

## Życiorys
Absolwent Wydziału Wiedzy o Teatrze Akademii Teatralnej w Warszawie, studiował także filologię klasyczną na Uniwersytecie Warszawskim oraz w Szkole Nauk Społecznych przy Instytucie Filozofii i Socjologii PAN, gdzie obronił doktorat pisany pod opieką prof. Marii Janion.
Kierownik działu reportażu i działu kultury w „Gazecie Wyborczej” oraz jej magazynu „Duży Format”; wraz z Mariuszem Szczygłem i Wojciechem Tochmanem współzałożyciel Instytutu Reportażu. Współtwórca i redaktor naczelny kwartalnika „Książki. Magazyn do czytania”. Redaktor naczelny Wydawnictwa Agora. Wykładowca Polskiej Szkoły Reportażu oraz Kursu Pisania Powieści w Krakowie. Współzałożyciel Szkoły Redaktorów „Gazety Wyborczej”.
W roku 2005 ukazała się jego książka – „Bóg Aktor. Romantyczny teatr świata” (ISBN 83-7453-730-2). Jako prozaik debiutował w 2010 kryminałem retro „Jul” (ISBN 978-83-7536-191-9). W 2015 roku ukazała się jego kolejna powieść „Dziady” (ISBN 978-83-8049-195-3), a w 2019 roku „Akan. Powieść o Bronisławie Piłsudskim”(ISBN 978-83-268-2916-1).